# Nathaniel Atkinson
Nathaniel Atkinson, né le 13 juin 1999 à Launceston en Australie, est un footballeur australien qui évolue actuellement au poste d'arrière droit avec le Melbourne City.

## Biographie

### Melbourne City
Natif de Launceston en Australie, Nathaniel Atkinson est formé à Melbourne City, qu'il rejoint en 2016. Le 10 décembre 2017, Nathaniel Atkinson joue son premier match professionnel avec l'équipe première, face au Central Coast Mariners, en A-League. Il est titularisé ce jour-là et son équipe s'impose par un but à zéro. Le 12 janvier 2018 Atkinson signe un contrat de deux ans avec son club formateur.
En septembre 2020, Atkinson signe un nouveau contrat avec Melbourne City.
En 2021, il se met en évidence lors de la finale du championnat d'Australie face au Sydney FC, en inscrivant le premier but en faveur de Melbourne, et en se voyant élu homme du match.

### Heart of Midlothian
Le 24 décembre 2021, il signe un contrat de trois ans et demi en faveur du club écossais d'Heart of Midlothian.
Atkinson marque son premier but pour Heart of Midlothian le 19 février 2022, lors d'une rencontre de championnat face au St Johnstone FC. Il est titularisé mais ne peut empêcher la défaite de son équipe (2-1 score final).

### En sélection nationale
Avec les moins de 19 ans, il participe au championnat d'Asie des moins de 19 ans en 2018. Lors de cette compétition organisée en Indonésie, il joue trois matchs. Il délivre une passe décisive en phase de poule contre le Viêt Nam, puis inscrit un but lors du quart de finale perdu face à l'Arabie saoudite.
Avec la sélection olympique, il participe aux Jeux olympiques d'été de 2020, organisés lors de l'été 2021 à Tokyo. Lors du tournoi olympique, il joue deux matchs. Avec un bilan d'une victoire et deux défaites, l'Australie est éliminée dès le premier tour.
Il honora sa première sélection le 29 mars 2022, lors d'une rencontre contre l'Arabie saoudite comptant pour les éliminatoires de la Coupe du monde 2022.
Le 8 novembre 2022, il est sélectionné par Graham Arnold pour participer à la Coupe du monde 2022.

## Palmarès
- Champion d'Australie en 2021 avec le Melbourne City FC
- Finaliste de la Coupe d'Écosse avec Hearts